# Fahrtzweck
Der Fahrtzweck umfasst denjenigen Personenverkehr, der mit einem bestimmten Zweck nach Fahrtbeginn mit einem Verkehrsmittel ein bestimmtes Fahrtziel ansteuert.

## Allgemeines
Als Fahrtbeginn oder Ausgangsort kommen allgemein Wohnung, Arbeitsstätte, Ausbildungsstätte, Urlaubsort, Einkaufsort oder ein sonstiger Ort in Frage. Aus der Kombination zweier dieser Orte ergibt sich der Fahrtzweck. Wird beispielsweise als Fahrtbeginn die Wohnung und als Fahrtziel die Arbeitsstätte ausgewählt, ist der Fahrtzweck der Berufsverkehr.

## Arten
Aus diesen Orten können sechs verschiedene Fahrtzwecke gebildet werden: Berufsverkehr, Ausbildungsverkehr, Geschäfts- und Dienstreiseverkehr, Urlaubsverkehr, Einkaufsverkehr und Freizeitverkehr.
Die einzelnen Zwecke lassen sich wie folgt voneinander abgrenzen:
- Der Berufsverkehr umfasst die Fahrten zwischen Wohnung und Arbeitsstätte und umgekehrt, wobei zwischen Hin- und Rückreise ein Zeitraum von maximal 24 Stunden liegen darf (Arbeitsweg).
- Ausbildungsverkehr sind alle Fahrten zwischen Wohnung und Ausbildungsstätte und umgekehrt, wobei die Hin- und Rückfahrt innerhalb eines Zeitraumes von 24 Stunden stattfinden muss (etwa Schulfahrten, Schülerverkehr). Fahrten zur betrieblichen Ausbildungsstätte und zur Berufsschule gehören zum Berufsverkehr.[4]
- Zum Geschäfts- und Dienstreiseverkehr zählen die von der Arbeitsstätte ausgehenden beruflich bedingten Fahrten innerhalb der Arbeitszeit. Auch die Fahrten zwischen mehreren Arbeitsorten innerhalb eines Arbeitstages sowie Fahrten, die von der Wohnung ausgehen und im beruflichen Interesse erfolgen, ohne die dauernde Arbeitsstätte zu berühren, sind Geschäfts- und Dienstreiseverkehr.
- Urlaubsverkehr sind alle Fahrten zum Reiseziel aus Erholungsgründen, wobei zwischen Hin- und Rückreise mindestens fünf Tage liegen müssen.
- Einkaufsverkehr sind alle Fahrten mit dem Zweck des Einkaufs von Gütern und der Beschaffung von Dienstleistungen (Arztbesuch, Behördengänge).
- Freizeitverkehr sind alle übrigen Fahrten, die nicht den anderen Fahrtzwecken zugeordnet werden können. Auch die Fahrten von Wochenendpendlern gehören hierzu.

Pendler auf dem Arbeitsweg gehören stets zum Berufsverkehr, ein Kurzurlaub von weniger als fünf Tagen ist Freizeitverkehr. Ausbildungsverkehr setzt voraus, dass die Schüler und Studenten ein Verkehrsmittel benutzen.
Eine weitere Unterteilung ist nach Gewohnheitsverkehr (Berufs-, Ausbildungs- und Einkaufsverkehr) und Gelegenheitsverkehr (Geschäfts- und Dienstreiseverkehr, Urlaubsverkehr, Freizeitverkehr) möglich. Der Einkaufsverkehr ist hierbei schwierig zuzuordnen, denn reine Einkaufswege sind sicherlich Gewohnheitsverkehr, bei Arztbesuchen und Behördengängen ist die Zuordnung problematischer.

## Statistik
Die einzelnen Fahrtzwecke des Individualverkehrs weisen – gemessen am Personenverkehrsaufwand (in Personenkilometer) folgende Anteile auf:
| Personenverkehrsaufwand nach Fahrzweck (in Milliarden Personenkilometern) | 2003   | 2017   |
| ------------------------------------------------------------------------- | ------ | ------ |
| Urlaubs- und Freizeitverkehr                                              | 43,6 % | 38,9 % |
| Berufs- und Ausbildungsverkehr                                            | 20,4 % | 20,5 % |
| Einkaufsverkehr                                                           | 17,2 % | 15,8 % |
| Geschäfts- und Dienstreiseverkehr                                         | 12,5 % | 20,2 % |
| Begleitfahrten                                                            | 5,2 %  | 4,6 %  |

Größter Anteil besitzt der Urlaubs- und Freizeitverkehr, gefolgt vom Berufs- und Ausbildungsverkehr. Stark angestiegen ist zwischen 2003 und 2017 der Geschäfts- und Dienstreiseverkehr.

## Verkehrsplanung
Die verschiedenen Fahrtzwecke sind Erkenntnisobjekt der Verkehrsplanung, weil je nach Fahrtzweck die Bereitschaft, beispielsweise längere Warteschlangen (Verkehrsstaus) oder Umleitungen zu akzeptieren, unterschiedlich hoch ist und durch die Verkehrsplanung berücksichtigt werden muss.